# Borstticka
Borstticka (Trametes hirsuta) är en svampart som först beskrevs av Franz Xaver von Wulfen, och fick sitt nu gällande namn av Lloyd 1924. Borstticka ingår i släktet Trametes och familjen Polyporaceae.  Arten är reproducerande i Sverige. Inga underarter finns listade i Catalogue of Life.

## Källor

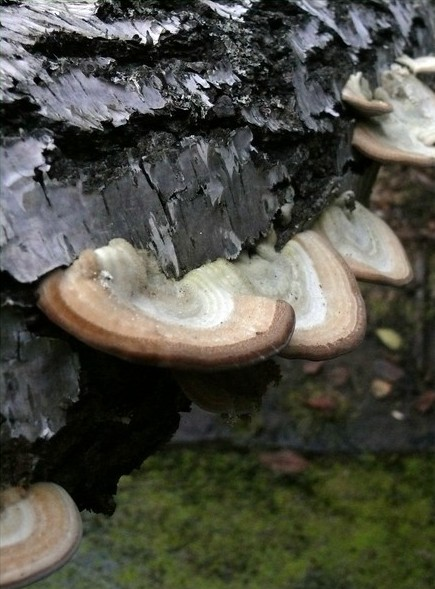
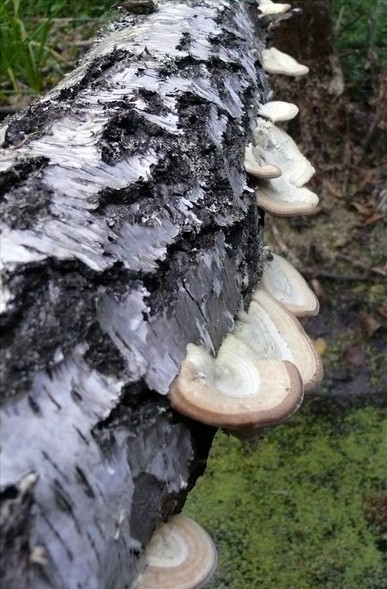